# Trưng cầu ý dân về độc lập Đông Timor 1999
Một cuộc trưng cầu ý dân về độc lập được Phái bộ Liên Hợp Quốc tại Đông Timor tổ chức ở Đông Timor vào ngày 30 tháng 8 năm 1999 theo yêu cầu của Tổng thống Indonesia Bacharuddin Jusuf Habibie gửi thư tới Tổng Thư ký Liên Hợp Quốc Kofi Annan vào ngày 27 tháng 1 năm 1999 đề nghị Liên Hợp Quốc tổ chức một cuộc trưng cầu ý dân cho phép Đông Timor lựa chọn ở lại Indonesia với quy chế tự trị hoặc trở thành một quốc gia độc lập.
Đại đa số cử tri bỏ phiếu ủng hộ độc lập khỏi Indonesia và bác bỏ đề xuất quy chế tự trị đặc biệt, dẫn đến tình trạng bạo lực và phá hủy cơ sở hạ tầng ở Đông Timor. Ngày 15 tháng 9, Hội đồng Bảo an Liên Hợp Quốc thông qua Nghị quyết 1264, thành lập Lực lượng Quốc tế Đông Timor để khôi phục an ninh trật tự và chấm dứt cuộc khủng hoảng nhân đạo ở Đông Timor. Đông Timor chính thức trở thành quốc gia độc lập vào ngày 20 tháng 5 năm 2002.
Chính phủ Indonesia gọi cuộc trưng cầu ý dân là cuộc hiệp thương nhân dân Đông Timor (Konsultasi rakyat Timor Timur) vì Hội nghị Hiệp thương Nhân dân phải bãi bỏ nghị quyết năm 1978 về việc sáp nhập Đông Timor nếu đa số cử tri không đồng ý với quy chế tự trị đặc biệt.

## Bối cảnh
Indonesia xâm lược Đông Timor vào tháng 12 năm 1975 ngay sau khi Mặt trận Cách mạng Độc lập Đông Timor tuyên bố độc lập và sáp nhập Đông Timor vào năm 1976 mặc dù không được Liên Hợp Quốc công nhận. Dưới thời Tổng thống Suharto, chính quyền chiếm đóng rất tàn bạo. Cho đến năm 1999, Indonesia phải đối mặt với áp lực, chỉ trích từ Liên Hợp Quốc và cộng đồng quốc tế về việc chiếm đóng Đông Timor. Vụ thảm sát Dili ngày 12 tháng 11 năm 1991 thu hút sự chú ý của quốc tế về tình hình tại Đông Timor. Indonesia chịu thêm nhiều áp lực khi hai lãnh đạo Đông Timor, Giám mục Carlos Ximenes Belo và José Ramos-Horta, được trao Giải Nobel Hòa bình vào năm 1996.
Tháng 3 năm 1998, Bacharuddin Jusuf Habibie kế nhiệm Suharto làm tổng thống và tìm cách giải quyết vấn đề Đông Timor dưới sức ép quốc tế ngày càng tăng. Tháng 6 năm 1998, các nhà ngoại giao từ nhiều quốc gia như Áo và Vương quốc Anh đến thăm Đông Timor và tuyên bố rằng nhân dân Đông Timor phải được quyền quyết định việc Đông Timor ở lại hoặc rời khỏi Indonesia. Tháng 7 năm 1998, Thượng viện Hoa Kỳ thông qua một nghị quyết ủng hộ Liên Hợp Quốc chủ trì, giám sát một cuộc trưng cầu ý dân về việc Đông Timor rời khỏi Indonesia. Ngày 24 tháng 7 năm 1998, Tổng thống Habibie ra lệnh rút quân đội Indonesia khỏi Đông Timor. Từ tháng 7 đến tháng 9 năm 1998, thanh niên Đông Timor tiến hành một chiến dịch vận động để chứng minh với "Liên Hợp Quốc và chính phủ Indonesia rằng họ phản đối quy chế tự trị và ủng hộ một cuộc trưng cầu ý dân do Liên Hợp Quốc giám sát."
Trong thời gian này, chính phủ Indonesia đang trải qua giai đoạn cải cách. Indonesia đã đầu tư nhiều vào Đông Timor và Habibie phải đối mặt với áp lực bảo vệ lợi ích của Indonesia tại Đông Timor, đặc biệt là từ Bộ Quốc phòng, Lực lượng vũ trang Quốc gia và Bộ Ngoại giao. Ngày 27 tháng 1 năm 1999, Habibie tuyên bố rằng Đông Timor sẽ được bỏ phiếu chấp nhận "quy chế tự trị " thuộc Indonesia với hy vọng Đông Timor sẽ được cộng đồng quốc tế chấp nhận là một phần hợp pháp của Indonesia. Nếu quy chế tự trị đặc biệt bị bác bỏ thì Đông Timor sẽ được phép trở thành nước độc lập. Nhiều lãnh đạo quốc tế và Đông Timor, bao gồm cả Xanana Gusmão đang bị cầm tù, yêu cầu một thời kỳ chuyển tiếp từ năm đến mười năm để tránh hỗn loạn trong trường hợp Đông Timor bác bỏ quy chế tự trị đặc biệt.
Trong những tháng trước, Tổng thống Habibie đã đưa ra nhiều tuyên bố rằng lợi ích của việc giữ lại Đông Timor không bù chi phí tiếp tục trợ cấp cho Đông Timor, nên quyết định hợp lý nhất, dân chủ nhất là cho Đông Timor, vốn không nằm trong biên giới ban đầu của Indonesia vào năm 1945, quyền tự do lựa chọn có muốn tiếp tục ở lại Indonesia hay không.
Theo yêu cầu của Habibie, Liên Hợp Quốc tổ chức một cuộc họp giữa chính phủ Indonesia và chính phủ Bồ Đào Nha (là chính quyền thuộc địa cũ ở Đông Timor). Ngày 5 tháng 5 năm 1999, hai bên đạt được "Thỏa thuận giữa Cộng hòa Indonesia và Cộng hòa Bồ Đào Nha về vấn đề Đông Timor". Thỏa thuận quy định sẽ trưng cầu ý dân về việc Đông Timor tiếp tục là một phần của Indonesia như là một đặc khu tự trị hay tách khỏi Indonesia. Cuộc trưng cầu ý dân được Phái bộ Liên Hợp Quốc tại Đông Timor (UNAMET) tổ chức, giám sát và có 450.000 cử tri đăng ký bỏ phiếu, trong đó có 13.000 người ở nước ngoài.
Cuộc tham vấn của Liên Hợp Quốc ban đầu dự kiến diễn ra vào ngày 8 tháng 8 năm 1999 bị hoãn lại cho đến ngày 30 tháng 8 do những hành vi bạo lực của lực lượng dân quân được Indonesia hậu thuẫn gây mất an ninh trật tự.

## Đề xuất quy chế tự trị đặc biệt
Thỏa thuận giữa Indonesia và Bồ Đào Nha bao gồm một phụ lục về Khuôn khổ hiến pháp về quy chế tự trị đặc biệt cho Đông Timor, đề xuất thành lập Đặc khu tự trị Đông Timor (Daerah Otonomi Khusus Timor Timur) thuộc Cộng hòa Indonesia.
Chính quyền Đặc khu tự trị Đông Timor gồm một thống đốc thực hiện quyền hành pháp do cơ quan lập pháp Đặc khu tự trị bầu ra và một ban cố vấn, Hội đồng Đại diện Nhân dân địa phương là cơ quan lập pháp, một hệ thống tư pháp độc lập bao gồm tòa án sơ thẩm, tòa án phúc thẩm, tòa án chung thẩm, Văn phòng công tố và lực lượng cảnh sát địa phương.
Chính phủ Indonesia tiếp tục có thẩm quyền về các lĩnh vực quốc phòng, luật lao động, chính sách kinh tế tài chính và quan hệ đối ngoại, trong khi luật pháp Indonesia đã có hiệu lực sẽ tiếp tục có hiệu lực ở Đông Timor. Chính quyền Đặc khu tự trị có thẩm quyền về tất cả các lĩnh vực không dành riêng cho Chính phủ Indonesia, bao gồm quyền sử dụng một biểu trưng riêng. Chính quyền Đặc khu tự trị có quyền quy định một "bản sắc Đông Timor" và hạn chế quyền sở hữu đất đai của những người không có bản sắc này, ban hành một bộ luật dân sự truyền thống, ký kết thỏa thuận kinh tế, văn hóa, giáo dục với những địa phương, khu vực khác và tổ chức quốc tế và tham gia các sự kiện văn hóa, thể thao mà một tổ chức phi chính phủ có thể tham gia.

## Vận động
Chính phủ Indonesia không nỗ lực thuyết phục người dân Đông Timor chấp nhận quy chế tự trị đặc biệt việc trong Indonesia. Trong những tháng trước cuộc trưng cầu ý dân, các nhóm dân quân thân Indonesia thực hiện những hành vi đe dọa, bạo lực nhằm ép người dân không bỏ phiếu độc lập. Tháng 3 năm 1999, tình báo quân sự Hoa Kỳ ghi nhận "mối quan hệ chặt chẽ" giữa Lực lượng Vũ trang Quốc gia Indonesia và các nhóm dân quân địa phương mà "đa phần được các sĩ quan tình báo và Lực lượng Đặc nhiệm Indonesia gây dựng", đặc biệt đề cập đến "quyết định cung cấp hàng trăm vũ khí cho các nhóm dân quân của Wiranto vào đầu năm 1999 ". Trước cuộc trưng cầu ý dân, Tổng thống Indonesia Bacharuddin Jusuf Habibie nhấn mạnh lợi ích của việc Đông Timor chấp nhận quy chế tự trị đặc biệt trong Indonesia, đề cập đến tầm quan trọng của "sự thống nhất quốc gia" và mong muốn tiếp tục nỗ lực phát triển ở Đông Timor.

## Tổ chức
Phái bộ Liên Hợp Quốc tại Đông Timor gồm "240 nhân viên quốc tế, 270 cảnh sát dân sự, 50 sĩ quan liên lạc quân sự, 425 tình nguyện viên Liên Hợp Quốc và 668 nhân viên Đông Timor địa phương để phiên dịch và lái xe", cùng với những người Đông Timor được thuê để giúp tổ chức cuộc trưng cầu ý dân. Liên Hợp Quốc đưa xe bốn bánh đặc biệt đến Đông Timor để ứng phó với điều kiện địa phương. Tất cả các xe đều được trang bị radio và 500 máy radio cầm tay. Thỏa thuận ngày 5 tháng 5 quy định "người nào sinh ra ở Đông Timor", "người nào sinh ra ở ngoài Đông Timor nhưng có cha hoặc mẹ sinh ra ở Đông Timor" và "người nào có vợ hoặc chồng thuộc một trong hai trường hợp trên" thì có quyền bỏ phiếu trưng cầu ý dân. Người Đông Timor ở nước ngoài cũng có quyền bỏ phiếu tại các trung tâm bỏ phiếu ở Bồ Đào Nha và Úc. Tổng cộng có 200 trung tâm bỏ phiếu được thành lập cho cuộc trưng cầu ý dân.
Phiếu trưng cầu ý dân có nội dung sau:
| Văn bản tiếng Indonesia | Văn bản tiếng Tetum | Văn bản tiếng Bồ Đào Nha                                                                                      | Bản dịch tiếng Việt                                                                                              |
| --- | --- | --- | --- |
| Apakah Anda menerima otonomi khusus untuk Timor Timur dalam Negara Kesatuan Republik Indonesia?                             | Ita Boot simu proposta autonomia espesiál ba Timor Lorosa'e iha Estadu Unitáriu Repúblika Indonezia nia laran?              | Aceita a autonomia especial proposta para Timor Leste integrada no Estado Unitário da República da Indonésia? | Bạn có chấp nhận đề xuất quy chế tự trị đặc biệt cho Đông Timor thuộc Cộng hòa Indonesia không?                  |
| Apakah Anda menolak otonomi khusus yang diusulkan untuk Timor Timur, yang menyebabkan pemisahan Timor Timur dari Indonesia? | Ita Boot la simu proposta autonomia espesiál ba Timor Lorosa'e, nebé sei lori Timor Lorosa'e atu haketak an hosi Indonezia? | Rejeita a autonomia especial proposta para Timor Leste, levando à separação de Timor Leste da Indonésia?      | Bạn có bác bỏ đề xuất quy chế tự trị đặc biệt cho Đông Timor, dẫn đến việc Đông Timor tách khỏi Indonesia không? |

## Phiếu trưng cầu ý dân và logo

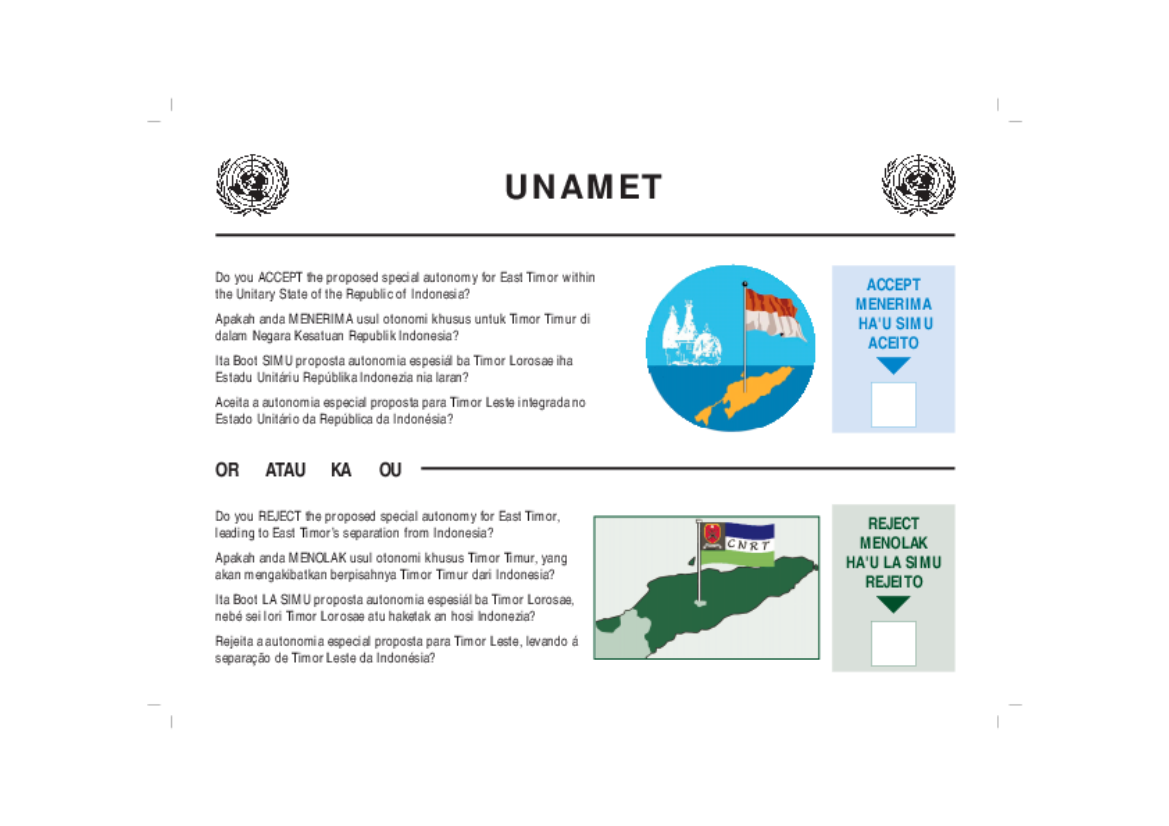
Lá phiếu trưng cầu ý dân
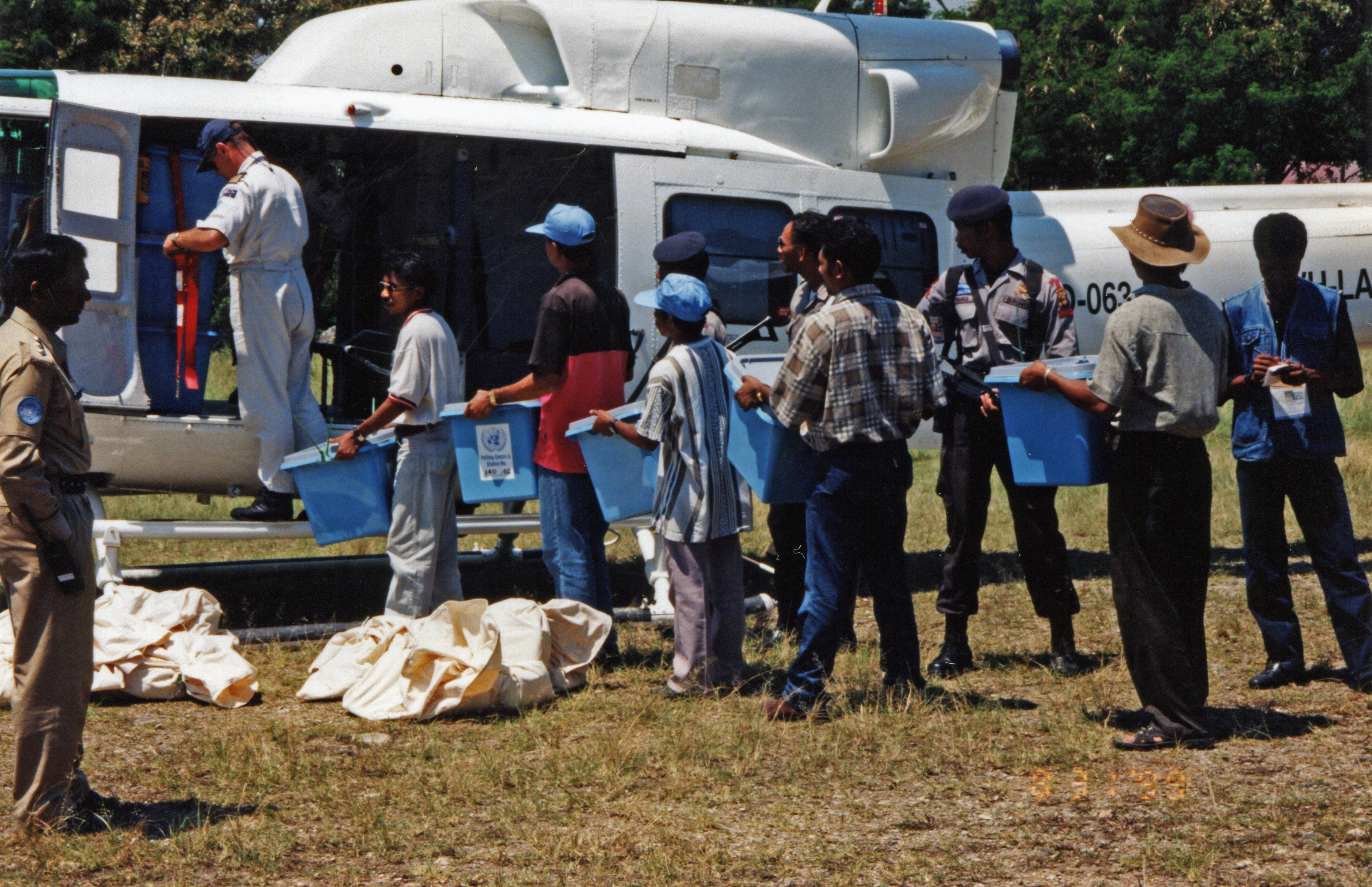
Nhân viên Liên Hợp Quốc vận chuyển phiếu bầu

## Kết quả
Kết quả trưng cầu ý dân cho thấy 78,5% cử tri Đông Timor không ủng hộ quy chế tự trị đặc biệt, với tỷ lệ cử tri đi bỏ phiếu là 98,93%.
| Lựa chọn                     | Lựa chọn                     | Phiếu bầu | %      |
| ---------------------------- | ---------------------------- | --------- | ------ |
| Đồng ý                       | Đồng ý                       | 94.388    | 21.50  |
| Không đồng ý                 | Không đồng ý                 | 344.580   | 78.50  |
| Tổng cộng                    | Tổng cộng                    | 438.968   | 100.00 |
|                              |                              |           |        |
| Phiếu bầu hợp lệ             | Phiếu bầu hợp lệ             | 438.968   | 98.21  |
| Phiếu bầu không hợp lệ/trống | Phiếu bầu không hợp lệ/trống | 7.985     | 1.79   |
| Tổng cộng phiếu bầu          | Tổng cộng phiếu bầu          | 446.953   | 100.00 |
| Cử tri phiếu bầu đã đăng ký  | Cử tri phiếu bầu đã đăng ký  | 451.792   | 98.93  |
| Nguồn: Liên Hợp Quốc         |                              |           |        |

## Phản ứng
Sau cuộc trưng cầu ý dân, người dân Đông Timor trở thành nạn nhân của bạo lực hàng loạt, giết người và phá hoại. Ở Oecusse, 1.000 người bị sát hại ngay sau cuộc trưng cầu ý dân. Tháng 1 năm 2000, Văn phòng Cao ủy Nhân quyền Liên Hợp Quốc công bố báo cáo xác định rằng Lực lượng Vũ trang Quốc gia Indonesia và lực lượng dân quân Đông Timor đã tiếp tay cho bạo lực và tàn phá dựa trên lời khai của người dân Đông Timor và nhân viên Liên Hợp Quốc. Báo cáo xác định những hành vi bạo lực sau cuộc trưng cầu ý dân "mang hình thức trả thù", bao gồm "các vụ hành quyết, bạo lực giới ("phụ nữ bị tấn công tình dục một cách tàn ác và có hệ thống"), 60-80% tài sản công tư bị phá hủy, 70% dịch vụ y tế bị gián đoạn và hàng nghìn người bị cưỡng bức di dời đến Tây Timor". Báo cáo kết luận rằng lực lượng dân quân đã khởi xướng bạo lực để thêu dệt một cuộc nội chiến giữa người dân Đông Timor và Lực lượng Vũ trang Quốc gia Indonesia "chịu trách nhiệm về hành vi đe dọa, khủng bố, giết người và những hành vi bạo lực khác" ở Đông Timor vào năm 1999.
Ngày 15 tháng 9, Hội đồng Bảo an Liên Hợp Quốc thông qua Nghị quyết 1264, thành lập Lực lượng Quốc tế Đông Timor chủ yếu gồm binh lính Lực lượng Quốc phòng Úc dưới sự chỉ huy của Thiếu tướng Peter Cosgrove, được triển khai đến Đông Timor để khôi phục trật tự và gìn giữ hòa bình. Khi Liên Hợp Quốc trở lại Đông Timor vào ngày 22 tháng 10 sau khi buộc phải sơ tán vì nguy cơ tính mạng, Đông Timor đã bị phá hủy với phần lớn dân số mất tích hoặc hoảng sợ. "Ước tính 80% trường học và phòng khám bị phá hủy, chưa đến một phần ba dân số còn ở trong hoặc gần nhà, các khu chợ bị phá hủy, xe cộ bị đánh cắp và mang qua biên giới hoặc bị đốt cháy, điện thoại không thể sử dụng." Hầu hết các chuyên gia ở Đông Timor là người Indonesia hoặc người ủng hộ Indonesia và đã rời khỏi Đông Timor sau cuộc trưng cầu ý dân.
Ngày 19 tháng 10 năm 1999, Hội nghị Hiệp thương Nhân dân khóa mới thông qua nghị quyết chấp nhận kết quả trưng cầu ý dân và bãi bỏ nghị quyết trước đó về việc sáp nhập Đông Timor vào Indonesia. Hội đồng Bảo an Liên Hợp Quốc thông qua Nghị quyết 1272, thành lập Cơ quan quản lý chuyển tiếp Liên Hợp Quốc tại Đông Timor có nhiệm vụ quản lý Đông Timor cho đến khi Đông Timor trở thành quốc gia độc lập vào tháng 5 năm 2002.